# Jules Berry
Jules Berry (születési neve: Jules Peaufichet) (Poitiers, 1883. február 9. – Párizs, 1951. április 23.) francia színész.

## Életpályája
Színi tanulmányai után André Antoine szerződtette színházához. Itt és a brüsszeli színpadokon szerepelt sikerrel; 1911-től filmezett.
Jellegzetes párizsi figurák, többnyire elegáns intrikusok és kalandorok alakítója volt. Stílusa könnyed, franciás. Otthonosan mozgott a vígjátékok derűs helyzeteiben is. Rendszerint a rokonszenves hős – pl. Jean Gabin – ellenfele volt.
Élettársa Josseline Gael (1917-1995) francia színésznő volt.

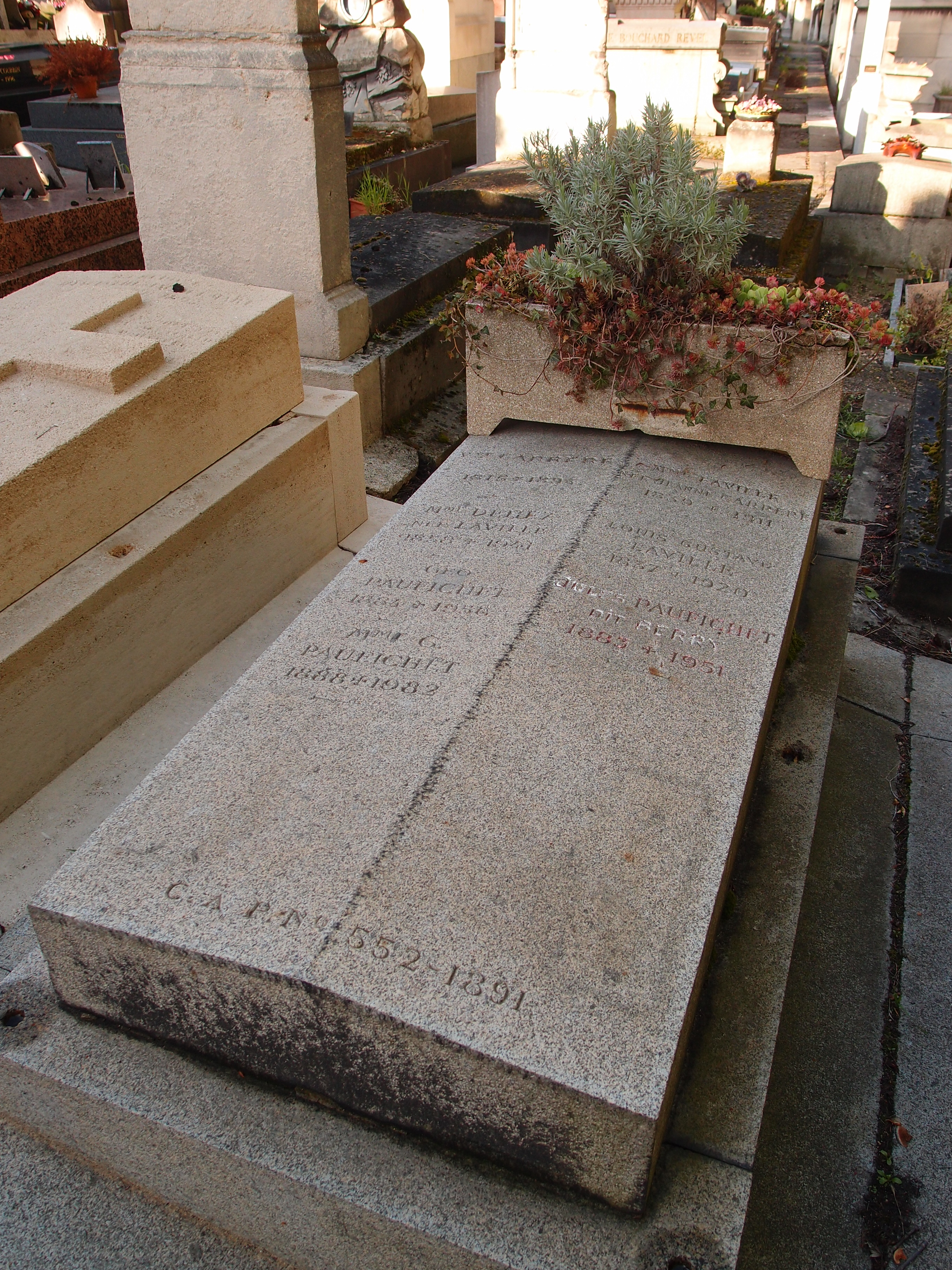
Jules Berry sírja

## Filmjei
- Olivier Cromwell (1911)
- A pénz (L'argent) (1927)
- Quick (1932)
- A boldogság ára (1935)
- A menekülő halál (Le mort en fuite) (1936)
- Lange úr vétke (1936)
- Senki úr (Monsieur Personne) (1936)
- Kaland Párizsban (Aventure à Paris) (1936)
- A zöld frakk (L'habit vert) (1937)
- Fehér rakomány (Cargaison blanche) (1937)
- Arséne Lupin, a detektív (Arsène Lupin détective) (1937)
- Mákvirágok (1937)
- Sportkirály (1937)
- Nagyvilági nő (1937)
- A marokkói lány (1938)
- Ingovány (Le Voleur de femmes) (1938)
- Herkules (1938)
- Café de Paris (1938)
- A normandiai nagybácsi (Son oncle de Normandie) (1938)
- Rettegés (1938)
- Lángoló fiatalság (1938)
- Egy párizsi ház (1939)
- A monte-carlói ismeretlen (L'inconnue de Monte-Carlo) (1939)
- A Duraton család (La famille Duraton) (1939)
- Mire megvirrad (1939)
- Párizs – New-York (1940)
- Érdemes örökölni? (1940)
- A nagy mérkőzés (Le grand combat) (1942)
- Fantasztikus szimfónia (1942)
- A sátán követei (1942–1943)
- A fehér teherautó (Le camion blanc) (1943)
- A londoni ember (L'homme de Londres) (1943)
- Messieurs Ludovic (1946)
- Fénytelen csillag (1946)
- Egy gyilkos arcképe (Portrait d'un assassin) (1949)